# Giuseppe Albani
Giuseppe Albani (13 de setembro de 1750 - 3 de dezembro de 1834) foi um cardeal italiano. Embora nunca fora candidato ao papado, seu papel na eleição de Leão XII, Pio VIII e Gregório XVI é bem conhecido pelos historiadores papais. 

## Biografia
Nasceu em Roma em 13 de setembro de 1750. De ilustre família italiana, descendente de refugiados da Albânia no século XV. Originalmente, a família tinha dois ramos: Bergamo e Urbino. Filho de Orazio Albani (1717-1792), segundo príncipe de Soriano al Cimino (1724), e Maria Anna Matilde Cybo Malaspina (1726-1797), princesa de Massa. Seu nome de batismo era Giuseppe Andrea. Sobrinho do cardeal Gian Francesco Albani (1747). Sobrinho-neto dos cardeais Annibale Albani (1711); e Alessandro Albani, OSIo.Hieros. (1721). Sobrinho-neto do Papa Clemente XI. O primeiro cardeal da família foi Gian Girolamo Albani (1570).
Inicialmente, estudou no Collegio Tolomei, em Siena; depois, no Seminário de Siena; e, finalmente, foi para Roma estudar direito por três anos com Alessandro Litta, auditor da Sagrada Rota Romana, e Domenico Cattani, advogado consistorial, obtendo o doutorado em 1771.
Recebeu a tonsura eclesiástica em 30 de outubro de 1771. Ingressou na prelazia romana como prelado referendário em 5 de dezembro de 1771. Prelado doméstico do Papa Clemente XIV. Relatora do CC do Bom Governo. Clérigo da Câmara Apostólica em 1775; seu auditor geral em 1787. Presidente da Casa da Moeda, 1775-1778. Advogado Consistorial. Prelado vigário da basílica de S. Maria em Cosmedin de 13 de julho de 1777 a 3 de janeiro de 1780. Prefeito da Annona, 1778-1784. Enviado extraordinário a Milão por ocasião de um congresso celebrado naquela cidade em 1794 para discutir as medidas a serem tomadas para proteger a Itália contra os problemas ocorridos na Europa; foi enviado em missão a Viena em 1794; tornou-se amigo da família imperial e do príncipe Klemens Wenzel von Metternich; voltou a Roma em 1º de julho de 1796; voltou a Viena no dia 10 de outubro seguinte como encarregado de negócios com a missão de negociar a proteção da Santa Sé pela Áustria contra as ambições da França revolucionária; a interceptação de sua correspondência com Roma foi um dos pretextos para a invasão dos Estados papais pelos exércitos franceses; ele permaneceu em Viena até sua promoção ao cardinalato.
Criado cardeal diácono no consistório de 23 de fevereiro de 1801; recebeu o chapéu vermelho e a diaconia de S. Cesareo em Palatio, 29 de outubro de 1804. Concedeu uma dispensa de três anos para receber as ordens sagradas, 8 de junho de 1804; e novamente em 1814 e 1823. Pró-secretário de Memoriais, 26 de março de 1808. Durante a ocupação francesa de Roma, refugiou-se em Viena, 1808-1814, e voltou à cidade após a queda do imperador Napoleão Bonaparte. Concedeu a dispensa de três anos para receber as ordens sagradas, 30 de setembro de 1814. Prefeito da SC de Bom Governo, 20 de maio de 1817 a 30 de janeiro de 1824. Optou pela diaconia de S. Eustáquio, 2 de outubro de 1818. Camerlengo de o Sacro Colégio dos Cardeais, 1821 a 1822. Concedeu dispensa de seis meses para receber as sagradas ordens, em 12 de março de 1823. Participou do conclave de 1823, que elegeu o Papa Leão XII; apresentou o veto do imperador Francisco I da Áustria contra a eleição do cardeal Antonio Gabriele Severoli. Condecorado com a Grã-Cruz da Ordem Austríaca de Sankt Stefan, 1823. Secretário dos Briefs Domésticos Secretos, 30 de janeiro de 1824. Legado apostólico em Bolonha, 10 de dezembro de 1824. Optou pela diaconia de S. Maria na Via Lata, 28 de janeiro , 1828. Cardeal protodiácono. Participou no conclave de 1829, que elegeu o Papa Pio VIII; coroou o novo papa em 5 de abril de 1829. Secretário de Estado, de 31 de março de 1829 até 30 de novembro de 1830. Secretário dos Breves Apostólicos, vitalício, de 15 de abril de 1829. Bibliotecário da Santa Igreja Romana, de 23 de abril de 1830 até sua morte. Participou do conclave de 1830-1831, que elegeu o Papa Gregório XVI; ele coroou o novo papa em 6 de fevereiro de 1831. Legado em Urbino e Pesaro e comissário extraordinário para restabelecer a ordem nas Legações, em 21 de junho de 1831.
Morreu em Pesaro em 3 de dezembro de 1834. Transferido para Urbino em 10 de dezembro de 1834, foi sepultado na capela de sua família no claustro da igreja franciscana observante de S. Pietro daquela cidade 